# Convento di San Francesco (Messina)
Il convento di San Francesco d'Assisi è stato un edificio della città di Messina, in stile classico opera di Giacomo Minutoli del 1807, che venne distrutto dal terremoto del 1908.

## Profilo e storia dell'architettura
È riconoscibile dall'inconfondibile motivo del partito centrale della facciata ornata da colonne sovrapposte.